# Климент Шопов
Климент Пламенов Шопов е български инженер и политик от партия „Възраждане“. Народен представител в XLVIII народно събрание.

## Биография
Роден е в Монреал, Канада. Родителите му са от Сливен. Завършва индустриално инженерство в Монреал.
През 2020 г. се връща в България и взима участие в протест срещу правителството на Бойко Борисов, където се запознава с Искра Михайлова от партия „Възраждане“ и решава да стане неин член.
На парламентарните избори през 2022 г. е кандидат за народен представител от листата на партия „Възраждане“, водач в 21 МИР Сливен. Избран е за народен представител.